# Джуманджі (фільм, 1995)
«Джуманджі» (англ. Jumanji) — американський фентезійний пригодницький фільм 1995 року про надприродну настільну гру, що оживляє диких тварин та матеріалізує інші небезпеки джунглів після ходу кожного гравця. Режисер — Джо Джонстон, фільм заснований на популярній книжці з малюнками Кріса Ван Олсбурга 1981 р. з однойменною назвою. Спецефекти надані Industrial Light&Magic за допомогою комп'ютерної графіки і Amalgamated Dynamics — аніматроніки.
У фільмі знімалися: Робін Вільямс (дорослий Алан, що вийшов із невидимого світу джунглів гри, разом з Кірстен Данст (дівчина на ім'я Джуді Шеперд, яка грає в гру із своїм братом Пітером Шепердом (Бредлі Пірс), Девід Алан Грір (швець-невдаха, що став поліціянтом), Адам Ганн-Берд (Алан, коли він був хлопчиком), Бонні Гант (жінка, яка грала партію з Аланом, коли вони були дітьми,) Джонатан Гайд у подвійній ролі батька Алана і Ван Пелта, мисливця на велику дичину. У 2005 р. вийшов фільм, зроблений у тому ж дусі, що й Джуманджі, Затура.
У липні 2012 році з'явилися чутки про перезавантаження фільму, яке вже перебуває в розвитку. Президент Columbia Pictures Даг Белград мав розмову Hollywood Reporter, сказавши: «Ми збираємося спробувати переосмислити Джуманджі і оновити його в сучасності». 1 серпня 2012 р. підтверджено, що Метью Толмач буде куратором перезавантаження поряд з Тейтлером Вільямом, який продюсував оригінальний фільм.

## Сюжет
У 1869 році двоє хлопчиків закопують скриню в лісі недалеко від Кіна, Нью-Гемпшир. Століття потому 12-річний Алан Перріш, втікаючи від банди хуліганів, забігає до взутєвої фабрики, що належить його батькові, Сему, де він зустрічає свого друга Карла Бентлі, одного із співробітників Сема. Коли Алан випадково пошкоджує машину з прототипом кедів, Карл бере на себе провину і втрачає роботу. За територією фабрики, після того, як хулігани побили Алана і вкрали його велосипед, Алан іде на звуки барабанів і потрапляє на будівельний майданчик, де знаходить скриню, в якій є коробка з написом Джуманджі.
Алан бере гру додому і після сварки з батьком з приводу відвідування школи-інтернату, збирається втекти з дому. Тим не менш, його подружка Сара Віттл приходить, щоб віддати Алану його велосипед, і пара починає грати у Джуманджі, яка діє досить дивно: коли гравець кидає кубики, фігура гравця переміщується сама по собі і у кришталевій кулі з'являється повідомлення, а також трапляються різні дивовижні зміни. У правилах гри є умова, що все повернеться на свої місця після закінчення гри. Коли Алан робить свій перший хід, гра затягує його у джунглі, де він має чекати, аж поки у партнера не випаде п'ять чи вісім. Але Сара, тим часом, припиняє гру і втікає, лякаючись кажанів.
Двадцять шість років потому Джуді і Пітер Шеперд оселилися разом з тіткою Норою в порожньому будинку Перрішів після загибелі їхніх батьків в аварії на лижному курорті. Джуді і Пітер чують барабанний бій Джуманджі і починають грати на горищі. Як наслідок, на них нападають гігантські комарі, а зграя мавп трощить їхню кухню. Розуміючи, що все відновиться, коли гра закінчиться, вони продовжують грати попри небезпеку. Пітер викидає п'ять, випускаючи як лева, так і дорослого Алана. Аланові вдається замкнути лева в спальні, і він іде до закритої взуттєвої фабрики. Дорогою він зустрічає Карла, який тепер працює в поліції, і виявляє, що економіка міста занепала після закриття заводу. На заводі безхатько повідав Аланові історію підприємства: господар Сем відмовився від бізнесу задля пошуків зниклого сина до самої своєї смерті. Після смерті чоловіка, мати Алана Керол-Енн продовжувала пошуки, аж поки сама не померла.
Алан приєднується до гри з Джуді і Пітером, але коли фігурки не рухаються на дошці, Алан раптом розуміє, що вони продовжують ту ж саму гру, яку вони з Сарою почали багато років тому, і за логікою саме випадає хід Сари. Алан змушений хитрувати, щоб переконати Сару приєднатись до них і таким чином продовжити гру. Пізніше з'являється Ван Пелт, мисливець на диких тварин, який починає полювати на Алана, але після низки інших ходів і карколомних пригод Аланові вдається викинути магічну суму і проказати слово «Джуманджі» саме вчасно, коли Ван Пелт уже збирається стріляти в нього, після чого всі елементи джунглів вихором засмоктуються назад у магічний кристал на дошці гри.
Опісля Алан і Сара несподівано для себе повертаються в 1969 рік, коли вони були ще дітьми. Хлопчик зізнається батькові, що це він пошкодив машину. Карл отримує свою роботу назад, Сем дозволяє синові залишитись і не їхати в інтернат, Алан і Сара кидають коробку з грою в річку.
У наші дні Алан і Сара одружені і чекають на свою першу дитину. Алан взявся за взуттєвий бізнес, Карл як і раніше працює на заводі, Сем на пенсії, але все ще живий. Джуді, Пітер і їхні батьки зустрічаються з Аланом і Сарою на різдвяній вечірці, де Алан і Сара пропонують батькам дітей роботу у взуттєвій компанії і відмовляють їх від поїздки на лижну прогулянку.
Тим часом дві франкомовні молоді дівчини чують барабанний бій, глядач бачить коробку Джуманджі, напівзасипану піском.

## Ролі
- Робін Вільямс — Алан Перріш: людина в пастці Джуманджі протягом двадцяти шести років.
- Кірстен Данст — Джуді Шеперд: молода дівчина з сім'ї Шеперд.
- Девід Алан Грір — Карл Бентлі: працівник на взуттєвій фабриці Сема, який надалі стає поліцейським.
- Бонні Гант — Сара Віттл: подруга Алана Перріша.
- Джонатан Гайд — Сем Перріш: батько Алана. Гайд також грав головного антагоніста Ван Пелта — мисливця на велику дичину.
- Джилліан Барбер — Місіс Томас, агент з продажу нерухомості.
- Брендон Обрей — Бенджамін.
- Патріша Кларксон — Керол Перріш.
- Бібі Нойвірт — Тітка Нора Шеперд.
- Девід Алан Грайр — Карл Бентлі.
- Адам Генн-Берд — Алан в дитинстві.
- Лаура Белл Банді — Сара в дитинстві.
- Сайрус Тідеке — Калеб.
- Гері Джозеф Торуп — Біллі Джессап.
- Леонард Зула — поліцейський Білл.
- Лойд Беррі — невідомий з Фабрики взуття.
- Малкольм Стюарт — Джим Шеперд.
- Анабель Кершоу — Марта Шеперд.
- Дерріл Енрікес — продавець зброї.
- Робін Дрісколл — 1-й медпрацівник.
- Пітер Брайант — 2-й медпрацівник.
- Сара Джілсон — 1-а дівчинка.
- Флоріка Влад — 2-а дівчинка.
- Джун Ліон — Пекар.
- Бренда Локмаллер — Піаніст.
- Фредерік Річардсон — Перукар.

## Українське закадрове озвучення

### Двоголосе закадрове озвучення студії«1+1»(2002)
- Ролі озвучували: Юрій Коваленко і Наталя Поліщук

### Двоголосе закадрове озвучення телекомпанії«Новий канал»(2011)
- Ролі озвучували: Олександр Погребняк і Катерина Буцька

### Старе багатоголосе закадрове озвучення студії«Так Треба Продакшн»на замовлення телекомпанії«Інтер»(2008)
- Ролі озвучували: Ярослав Чорненький, Анатолій Пашнін, Інна Капінос і Олена Яблучна

### Нове багатоголосе закадрове озвучення студії«Так Треба Продакшн»на замовлення телекомпанії«ICTV»(2015)
- Ролі озвучували: Юрій Гребельник, Олег Стальчук, Олена Бліннікова і Світлана Шекера